# Hideo Ōshima
Hideo Ōshima (大島 秀夫?, Ōshima Hideo; Isesaki, 7 marzo 1980) è un allenatore di calcio ed ex calciatore giapponese, di ruolo attaccante, tecnico degli Yokohama F·Marinos.